# فهرست گروه‌های آلترنتیو متال
| گروه                       | اهل کشور            | سال تشکیل |
| -------------------------- | ------------------- | --------- |
| پرانگ                      | ایالات متحده آمریکا | ۱۹۸۶      |
| ترتی سکندز تو مارس         | ایالات متحده آمریکا | ۱۹۹۸      |
| آلل (گروه موسیقی)          | ایالات متحده آمریکا | ۲۰۰۲      |
| آلیس این چینز              | ایالات متحده آمریکا | ۱۹۸۷      |
| آلتر بریج                  | ایالات متحده آمریکا | ۲۰۰۴      |
| آ پرفکت سرکل               | ایالات متحده آمریکا | ۱۹۹۹      |
| آپوکالیپتیکا               | فنلاند              | ۱۹۹۵      |
| اونجد سون‌فولد              | ایالات متحده آمریکا | ۱۹۹۹      |
| بریکینگ بنجمین             | ایالات متحده آمریکا | ۱۹۹۸      |
| بد برینز                   | ایالات متحده آمریکا | ۱۹۷۶      |
| بلک ویل برایدز             | ایالات متحده آمریکا | ۲۰۰۶      |
| بولت فور مای ولنتاین       | ولز                 | ۱۹۹۸      |
| جینز ادیکشن                | ایالات متحده آمریکا | ۱۹۸۵      |
| کلد                        | ایالات متحده آمریکا | ۱۹۹۶      |
| دفتونز                     | ایالات متحده آمریکا | ۱۹۸۸      |
| کال می نو وان              | ایالات متحده آمریکا | ۲۰۱۲      |
| دیستربد                    | ایالات متحده آمریکا | ۱۹۹۴      |
| درونینگ پول                | ایالات متحده آمریکا | ۱۹۹۶      |
| اونسنس                     | ایالات متحده آمریکا | ۱۹۹۵      |
| فیث نو مور                 | ایالات متحده آمریکا | ۱۹۸۱      |
| فیر فکتوری                 | ایالات متحده آمریکا | ۱۹۸۹      |
| فایو فینگر دث پانچ         | ایالات متحده آمریکا | ۲۰۰۵      |
| گادسمک                     | ایالات متحده آمریکا | ۱۹۹۵      |
| هلمت                       | ایالات متحده آمریکا | ۱۹۸۹      |
| هیم                        | فنلاند              | ۱۹۹۱      |
| اینکیوبوس                  | ایالات متحده آمریکا | ۱۹۹۱      |
| این فلیمز                  | سوئد                | ۱۹۹۰      |
| کلاچ                       | ایالات متحده آمریکا | ۱۹۹۱      |
| کورن                       | ایالات متحده آمریکا | ۱۹۹۳      |
| کوئینز آو د استون ایج      | ایالات متحده آمریکا | ۱۹۹۶      |
| لاکونا کویل                | ایتالیا             | ۱۹۹۴      |
| لیمپ بیزکت                 | ایالات متحده آمریکا | ۱۹۹۴      |
| لینکین پارک                | ایالات متحده آمریکا | ۱۹۹۶      |
| مشین هد                    | ایالات متحده آمریکا | ۱۹۹۱      |
| ملوینز                     | ایالات متحده آمریکا | ۱۹۸۳      |
| مریلین منسون (گروه موسیقی) | ایالات متحده آمریکا | ۱۹۸۹      |
| مادوین                     | ایالات متحده آمریکا | ۱۹۹۶      |
| مستر بانگل                 | ایالات متحده آمریکا | ۱۹۸۵      |
| ماشروم‌هد                   | ایالات متحده آمریکا | ۱۹۹۳      |
| نیکل‌بک                     | کانادا              | ۱۹۹۵      |
| ناین اینچ نیلز             | ایالات متحده آمریکا | ۱۹۸۸      |
| نانپوینت                   | ایالات متحده آمریکا | ۱۹۹۷      |
| اتپ                        | ایالات متحده آمریکا | ۲۰۰۰      |
| پاپا روچ                   | ایالات متحده آمریکا | ۱۹۹۳      |
| پی.او.دی.                  | ایالات متحده آمریکا | ۱۹۹۲      |
| پادل آو ماد                | ایالات متحده آمریکا | ۱۹۹۲      |
| ریج اگنست د ماشین          | ایالات متحده آمریکا | ۱۹۹۱      |
| سپولترا                    | برزیل               | ۱۹۸۴      |
| سونداست                    | ایالات متحده آمریکا | ۱۹۹۴      |
| استاتیک ایکس               | ایالات متحده آمریکا | ۱۹۹۴      |
| اسلیپنات                   | ایالات متحده آمریکا | ۱۹۹۵      |
| استون ساور                 | ایالات متحده آمریکا | ۱۹۹۲      |
| ساوندگاردن                 | ایالات متحده آمریکا | ۱۹۸۴      |
| سام ۴۱                     | کانادا              | ۱۹۹۶      |
| استیند                     | ایالات متحده آمریکا | ۱۹۹۵      |
| سیستم آو ا داون            | ایالات متحده آمریکا | ۱۹۹۴      |
| تری دیز گریس               | کانادا              | ۱۹۹۷      |
| تول                        | ایالات متحده آمریکا | ۱۹۹۰      |